# 六帝之年
六帝之年是指公元238年，在这一年中共有六位人物宣称自己为罗马皇帝。这一事件被后世历史学家视为三世纪危机来临前的一个征兆。在这段时期，罗马帝国几乎因多重压力而陷入崩溃边缘，这些压力包括外敌入侵与民族大迁徙，許多非羅馬人进入帝国领土，此外還有塞浦路斯大瘟疫、内战、农民起义、政治动荡（多位僭称者争夺皇权）、对外族雇佣兵（联盟军）的依赖与其势力日益增强（这些将领名义上效忠罗马，实则独立）、瘟疫造成的严重社会与经济影响、货币贬值与经济衰退等。